# Т-43
Т-43 — советский опытный средний танк периода Второй мировой войны. Создавался на основе Т-34, отличаясь вместе с тем глубокими изменениями в конструкции, и предназначался для его замены. Разработка танка велась в 1942—1943 годах, но после выпуска трёх опытных машин дальнейшие работы по танку были прекращены в пользу усиления серийного Т-34. Несмотря на то, что Т-43 так и не был запущен в массовое производство, он оказал значительное влияние на развитие конструкции советского танка. Наработки по Т-43 были использованы как при создании других перспективных образцов средних танков (таких как Т-44), так и при модернизации Т-34, приведя в конечном итоге к появлению Т-34-85.

## История
Проект разработан КБ завода № 183 в 1942 году на базе Т-34 с использованием элементов конструкции танка Т-34. Путём полной переделки корпуса Т-34 и более компактного размещения всех узлов и механизмов была достигнута возможность существенно увеличить защищённость танка (75-мм лобовая и 60-мм бортовая и кормовая броня против 45-мм брони у Т-34-76). Это существенно повышало шанс на выживание танка на поле боя, поскольку ещё летом 1942 года после проведённого обстрела серийного Т-34-76 из немецких трофейных пушек было отмечено, что танк Т-34 «проницаем к огню немецких противотанковых пушек на всех дистанциях и всех углах действительного огня».

## Конструкция
Основным требованием при проектировании танка Т-43 являлось обязательное сохранение всех основных узлов и механизмов серийного танка Т-34. С одной стороны, это требование значительно упрощало постановку Т-43 в массовое производство, с другой вылилось в наследование некоторых не очень удачных решений от танка Т-34. В частности, длину моторно-трансмиссионного отделения Т-43 сократить не удалось, в результате чего боевое отделение получилось меньше. Частично компенсировать это (чтобы обеспечить экипажу необходимое внутреннее пространство) удалось применением торсионной подвески, более компактной, чем свечная с вертикальными пружинами, доставшаяся Т-34 почти в неизменном виде от танка Кристи.
Превосходя Т-34 по бронезащите, средний танк Т-43, однако, приблизился к тяжёлым танкам по удельному давлению на грунт, что отрицательно сказалось на проходимости и запасе хода.

## Оценка проекта
Конструкция танка вышла предельной, исключающей дальнейшую модернизацию. И когда серийную «тридцатьчетвёрку» оснастили 85-мм пушкой, нужда в Т-43 отпала, хотя именно башня от Т-43 с небольшими изменениями была использована для танка Т-34-85. Испытательный пробег Т-43 на 3 тыс. км наглядно показал правильность выбора для среднего танка торсионной подвески, что было впоследствии внедрено на среднем танке Т-44.